# Impala
Impala, v afrikanščini tudi rooibok (znanstveno ime Aepyceros melampus), je srednje velika vrsta antilope, razširjena v Vzhodni in Južni Afriki. Impale so znane po gracilni postavi in lirasto zavitih rogovih samcev ter izjemni sposobnosti skakanja, s katerim ubežijo plenilcem.

## Telesne značilnosti
Srednje velika, vitka antilopa po telesni zgradbi spominja na sorodne vrste, kot so kob, Vardonova obvodna antilopa in Grantova antilopa. Zraste približno 130 cm v dolžino (trup z glavo) z malo manj kot meter plečne višine, samci so večji in dosežejo težo 80 kg, samice pa 45 kg. Lirasti rogovi samcev štrlijo rahlo navzven, so 45–92 cm dolgi z rebrasto strukturo in okroglim presekom. Ob spopadanju se prepletejo, s čimer samec dobi možnost vreči nasprotnika.
Svetleč kožuh je mahagonijeve barve po glavi, vratu in hrbtnem delu telesa, rumen po bokih ter kontrastno bel po trebuhu. Po repu in stegnih zadnjih nog ima navpične črne črte, obrazni vzorec pa vključuje bel obroč okoli oči in svetlejši gobec. 17 cm dolgi uhlji imajo črno liso na konici.

## Ekologija
Prehranjujejo se s pašo po tleh ali smukanjem listov z grmičevja, odvisno od dostopnosti hrane. Ob suši aktivno iščejo sukulente.
So dnevno aktivne živali, ki tvorijo črede treh tipov: v prvem so teritorialni samci s haremom, v drugem nesparjeni samci in v tretjem  samice. Najraje se zadržujejo v gozdnatih habitatih, pa tudi na območju stika (ekotonu) med gozdom in savano, po možnosti v bližini vode. Pogosto jih najdemo v sestojih mopaneja in akacije.
Območje razširjenosti se razteza od osrednje in južne Kenije ter severovzhodne Ugande na vzhodu do severnega dela južnoafriške pokrajine KwaZulu-Natal na jugu. Proti zahodu sega do Namibije in juga Angole. Zaradi velikega območja razširjenosti in populacije, ki jo ocenjujejo na milijon osebkov, ne velja za ogroženo.